# Botanophila trifurcatoides
Botanophila trifurcatoides är en tvåvingeart som beskrevs av Xue 2007. Botanophila trifurcatoides ingår i släktet Botanophila och familjen blomsterflugor. Inga underarter finns listade i Catalogue of Life.